# Cnidoscolus aequatoriensis
Cnidoscolus aequatoriensis är en törelväxtart som beskrevs av Francisco Javier Fernández Casas och J.M.Pizarro. Cnidoscolus aequatoriensis ingår i släktet Cnidoscolus och familjen törelväxter.
Artens utbredningsområde är Ecuador. Inga underarter finns listade i Catalogue of Life.